# 壹號湖畔

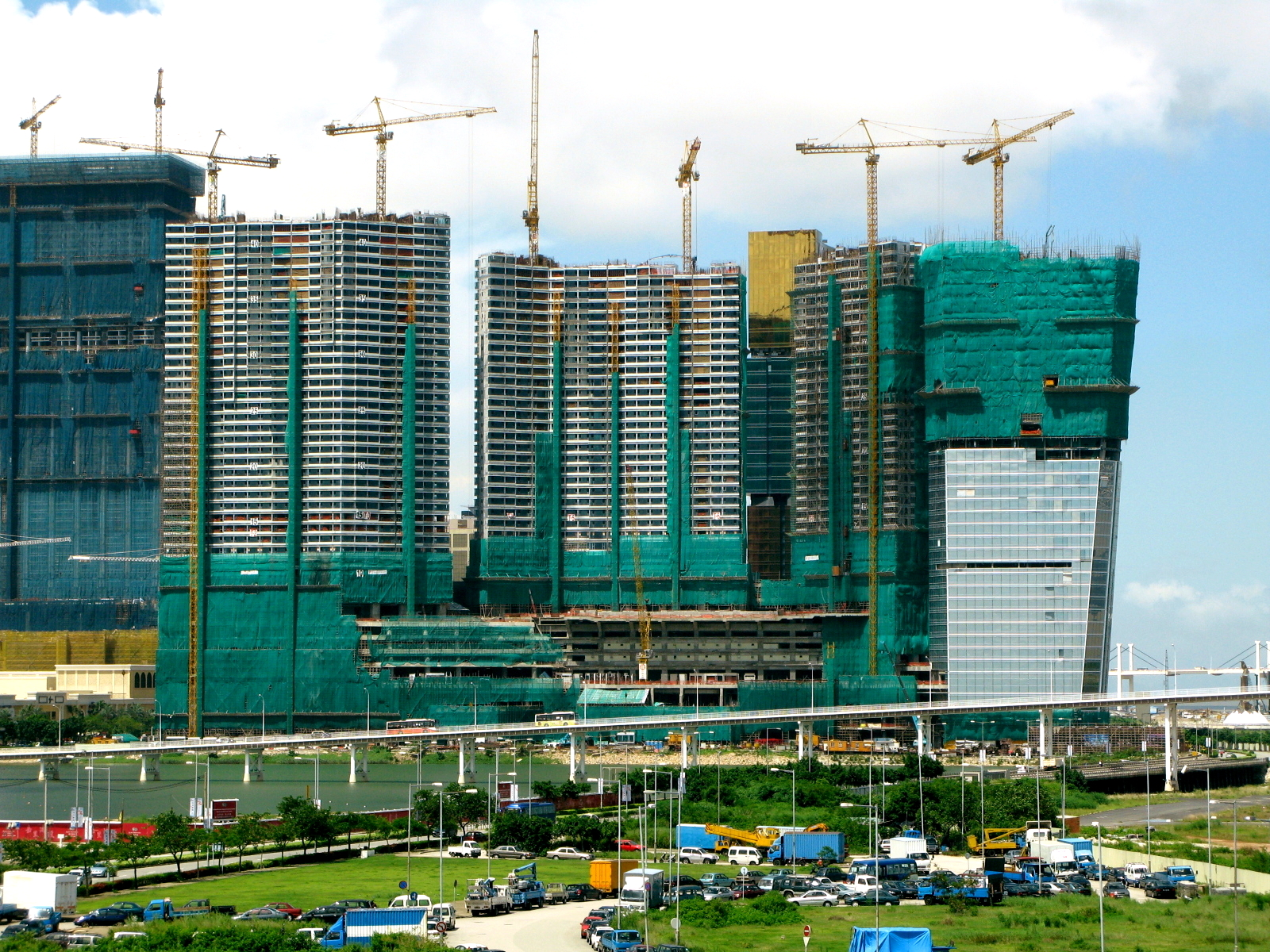
興建中的壹號湖畔(2008年7月)

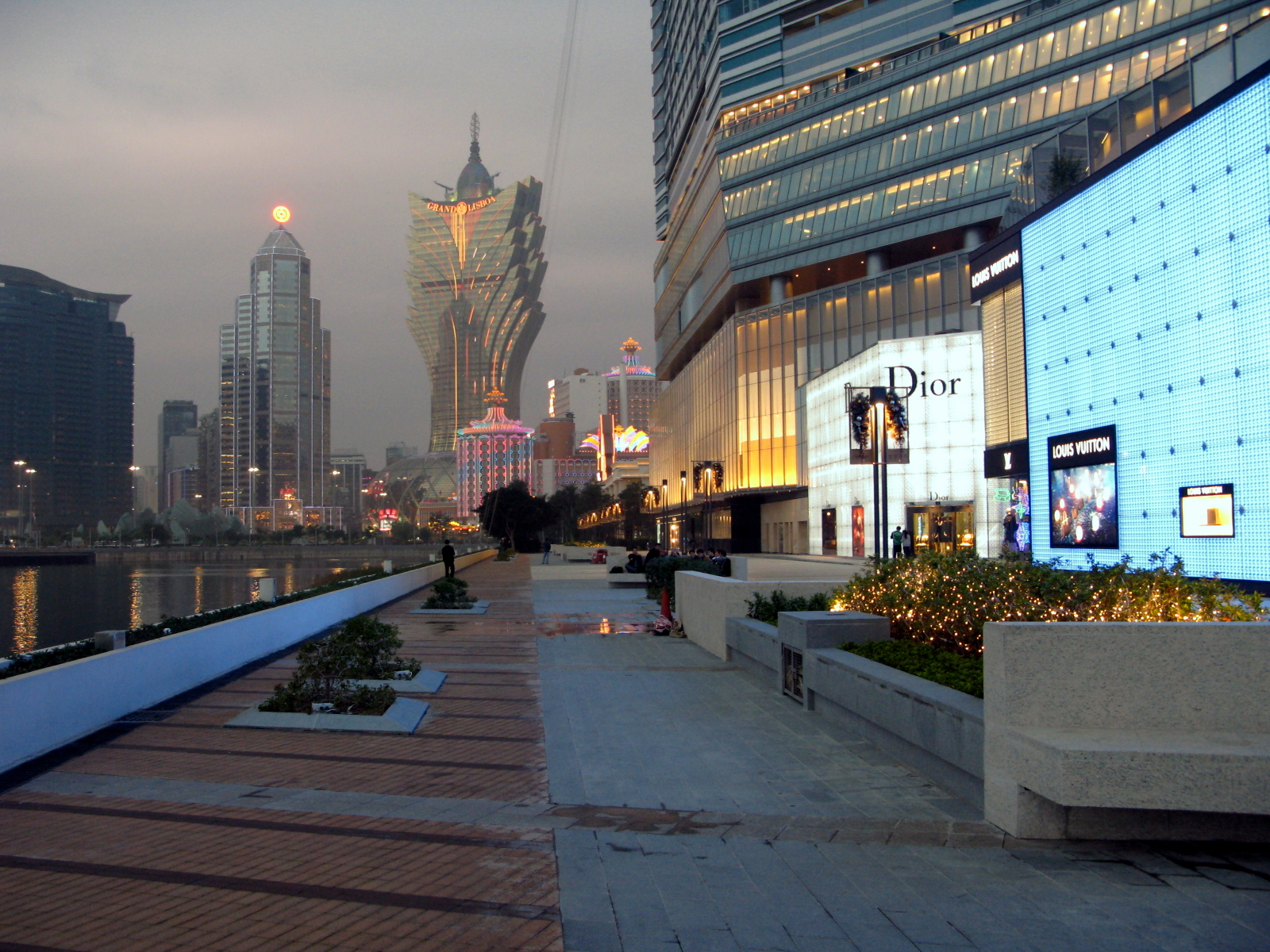
海濱長廊

澳門壹號廣塲（英語：One Central Macau）投資項目位處於澳門外港新填海區B區B2街區B地段的綜合發展項目，項目佔地約20萬平方呎。而包括其中的高級住宅屋苑中文名稱也稱為壹號湖畔（英語：One Central Residences），另外商場則命名為澳門壹號廣塲（英語：One Central Macau）。整個項目是由香港置地及信德聯營的拾富物業股份有限公司所投資建設。

## 位置
壹號湖畔落座於澳門新口岸位置，澳門半島的南面；東連澳門美高梅，南望氹仔北面，西望南灣湖、澳門觀光塔，西北望向葡京酒店、新葡京、南灣區，北靠永利澳門。

## 概況
澳門壹號廣塲（英語：One Central Macau）是香港置地及信德集團在澳門首個聯營發展的項目。壹號湖畔是一個多功能的投資項目，當中包括了私人住宅屋苑、酒店、會所、商場、園林花園。項目擁有1座五星級酒店，而私人住宅大廈共有7幢，而且還有一個大型旗艦商場、海濱長廊及一個私人會所。

### 壹號湖畔
壹號湖畔（住宅）（英語：One Central Residences）項目共有7幢大廈，共有796個住宅單位及521車位。8幢大廈地基工程已於2006年8月完工，建築期也於2006年年中發展，於2006年年底動工；預計於2009年年底至2010年年頭落成。
壹號湖畔在2006年11月進行內部及公司式發售；冰島最大保險集團Sjova-Almennartryggingar hf購入第4座全幢68個單位，以及Macau Property Opportunities Fund Limited 購入第6座全幢59個單位，令到壹號湖畔僅在一個月之內已經成功發售80%的單位。同年12月及翌年年初為第1、2、3、7座作公開發售。現時，所有壹號湖畔的單位已經全部售出。

### 澳門壹號廣塲
澳門壹號廣塲（英語：One Central Macau）是澳門唯一一個旗艦商場，在內的商戶有部份是澳門旗艦店、全澳最大專門店，又或是全澳首家；商場也是香港置地及信德的興建項目，於2009年12月1日對外開放，並於同月6日正式開幕，而首階段只開放首兩層。商場內開設了多個國際知名品牌，如：路易·威登（Louis Vuitton）、愛馬仕（Hermès）、百達翡麗（Patek Philippe) 、勞力士（Rolex) 、古馳（Gucci）、芬迪（Fendi）、杰尼亚（Ermenegildo Zegna）、杜嘉班納(Dolce & Gabbana)、迪奧（Dior）、卡地亞（Cartier）、寶格麗(Bvlgari)，Burberry等。

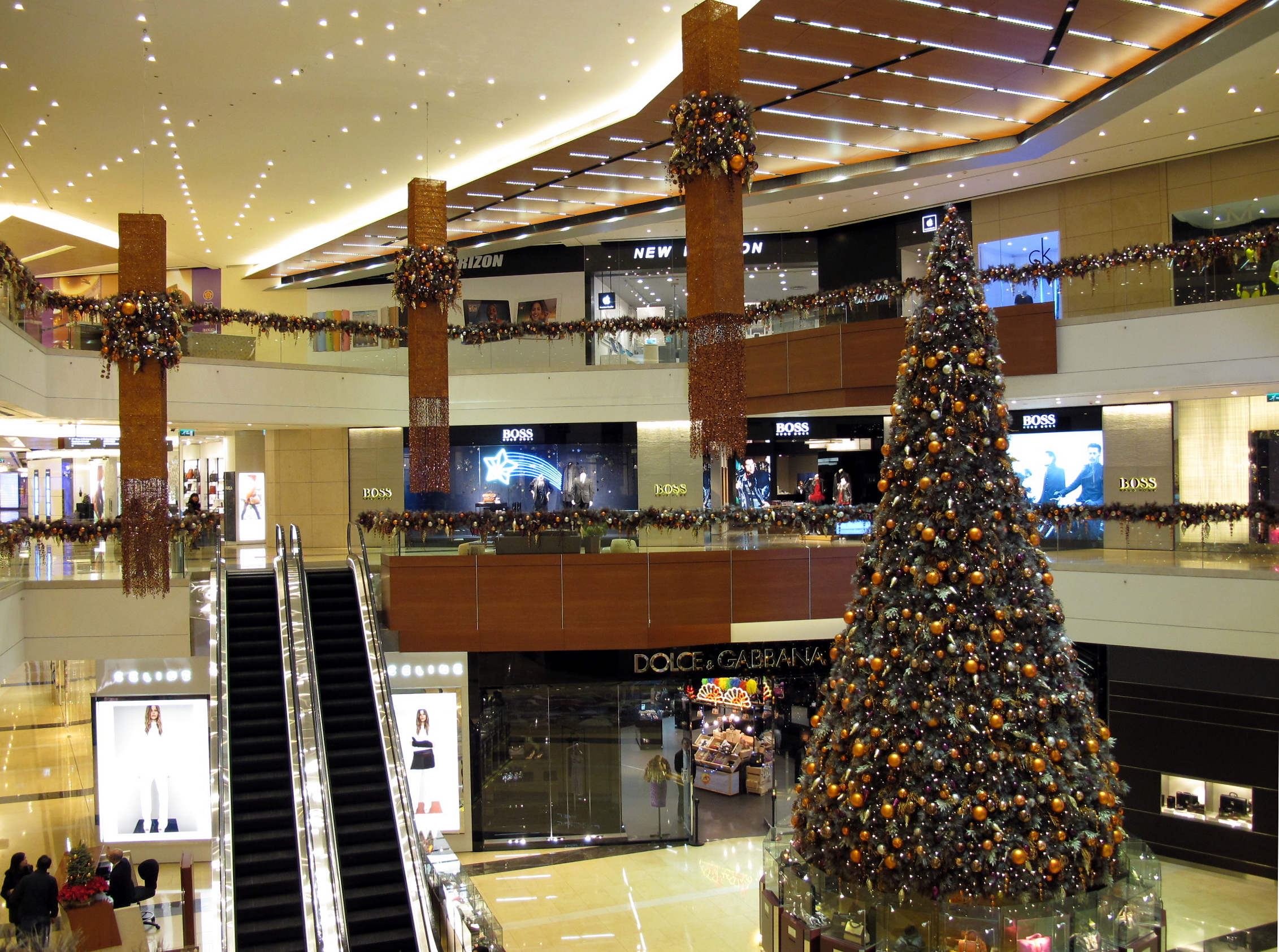
壹號廣塲中庭
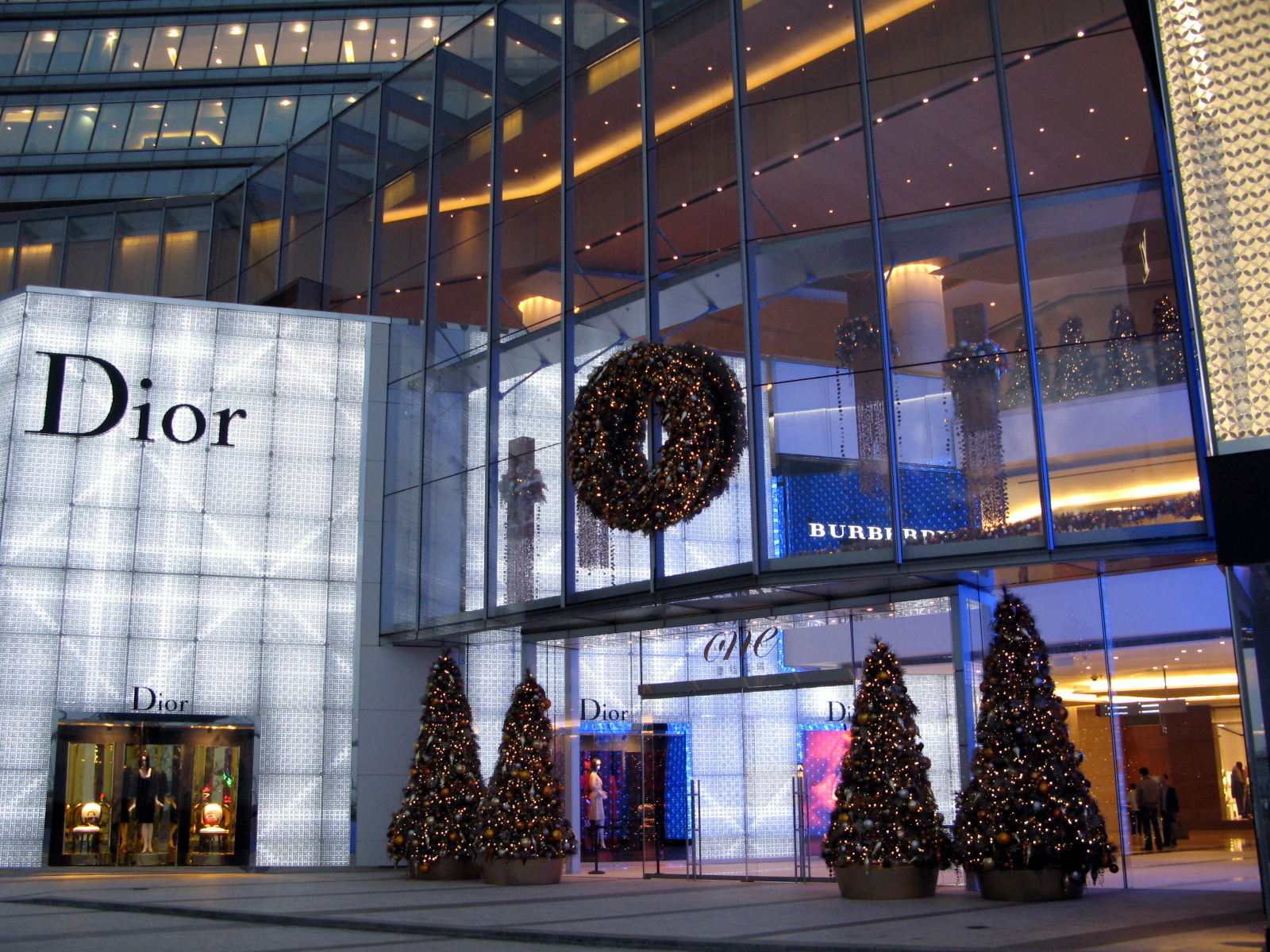
壹號廣塲入口
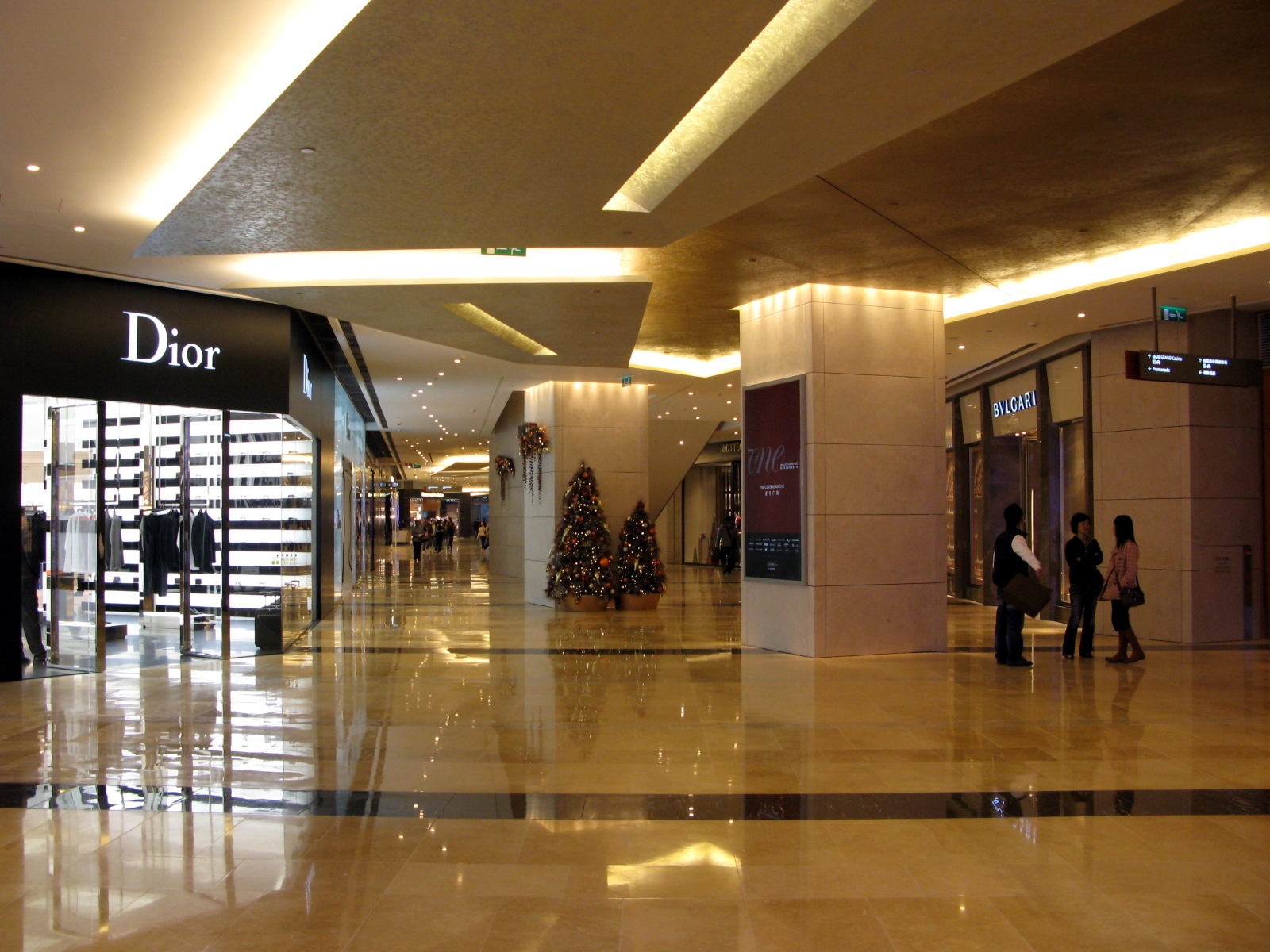
商場地下
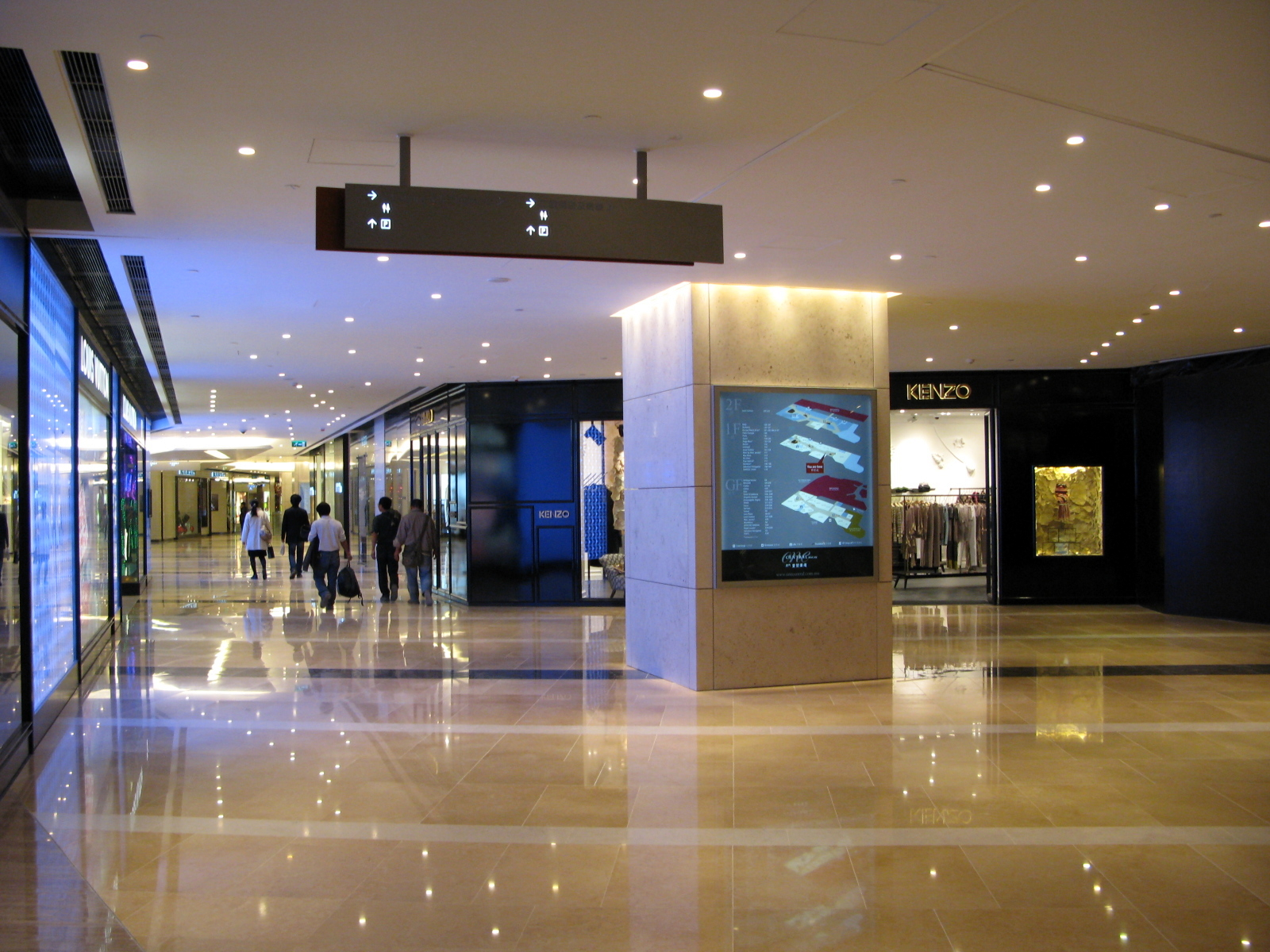
商場一樓
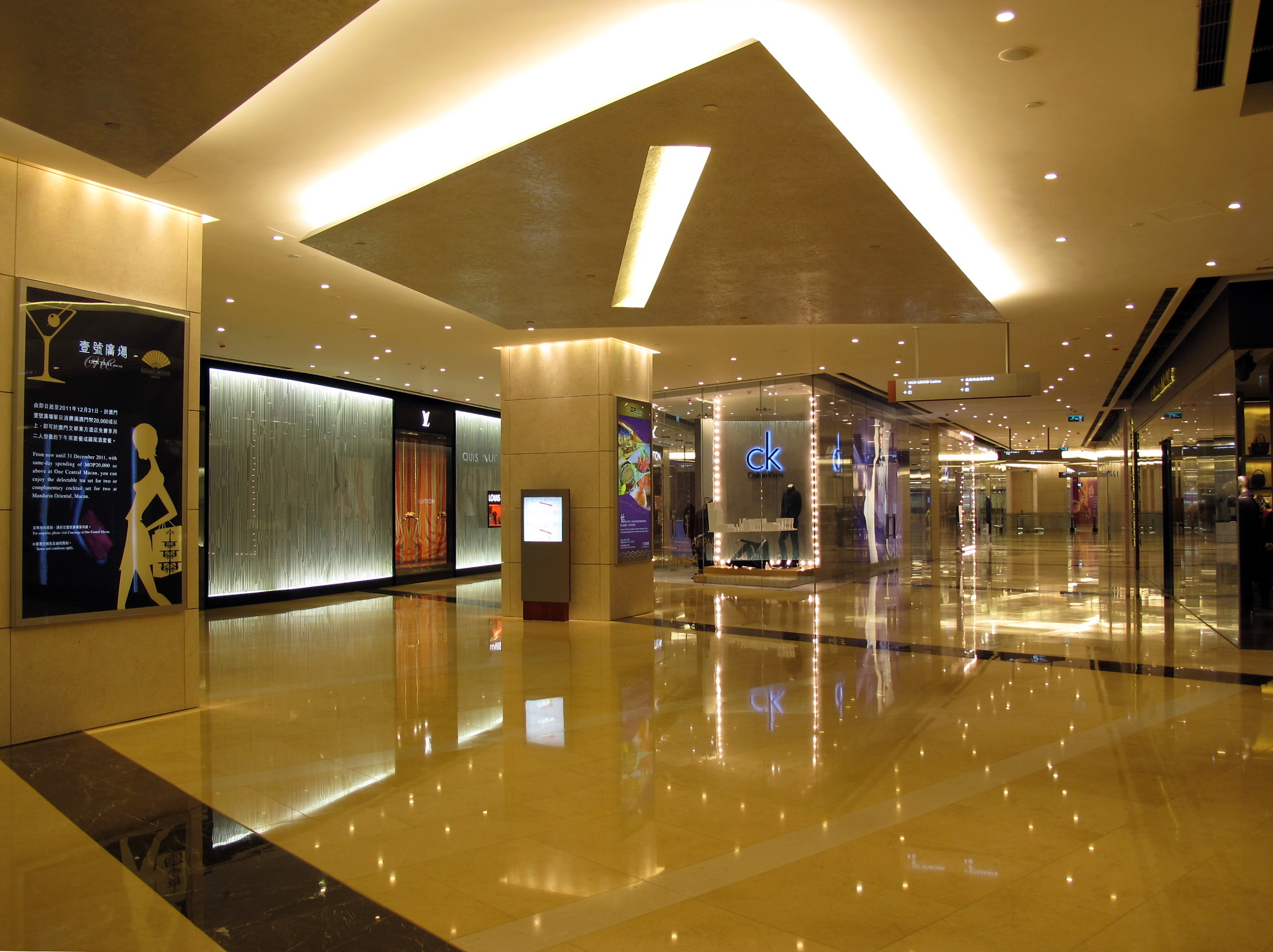
商場二樓
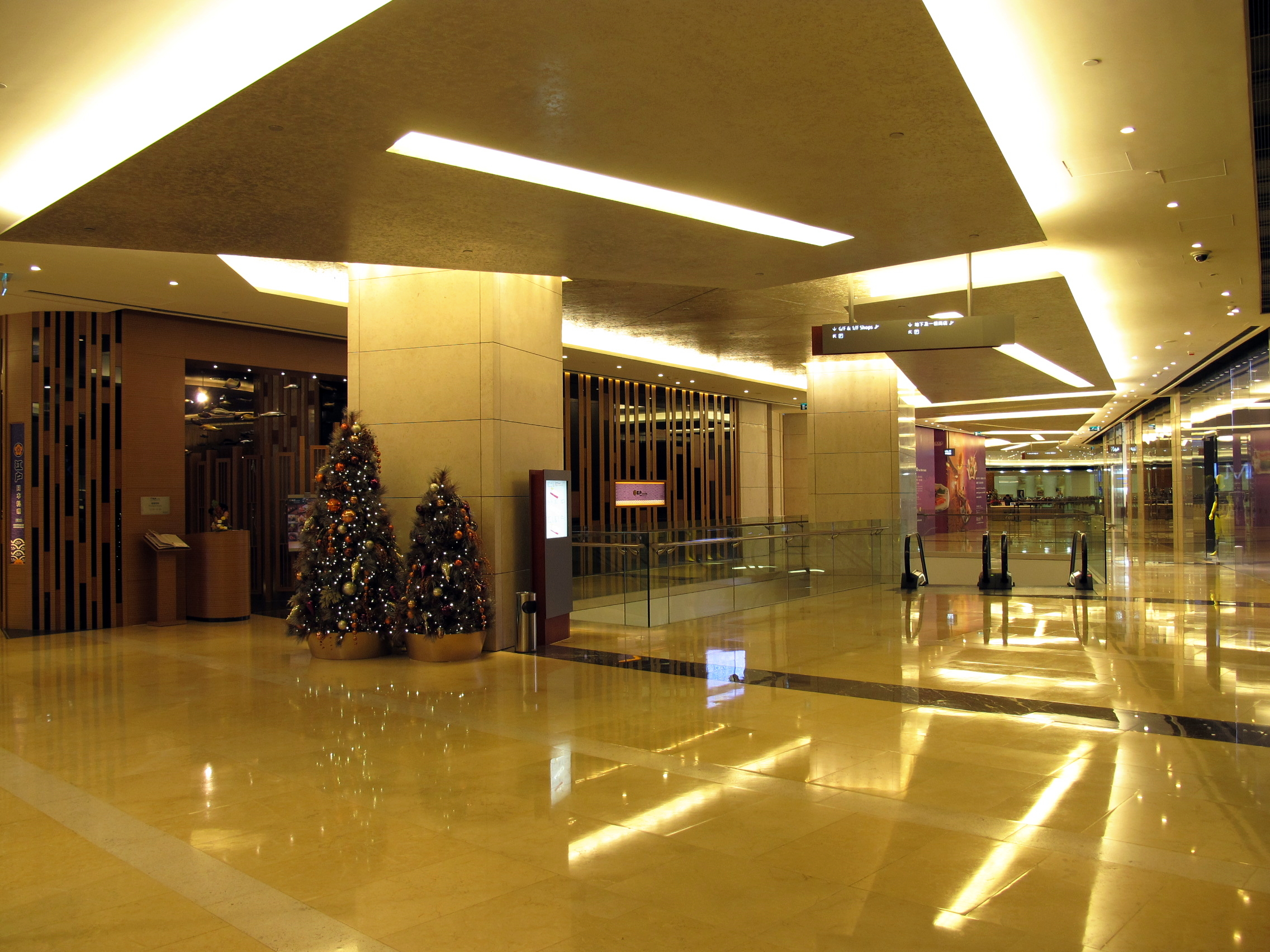
商場三樓

### 澳門文華東方酒店

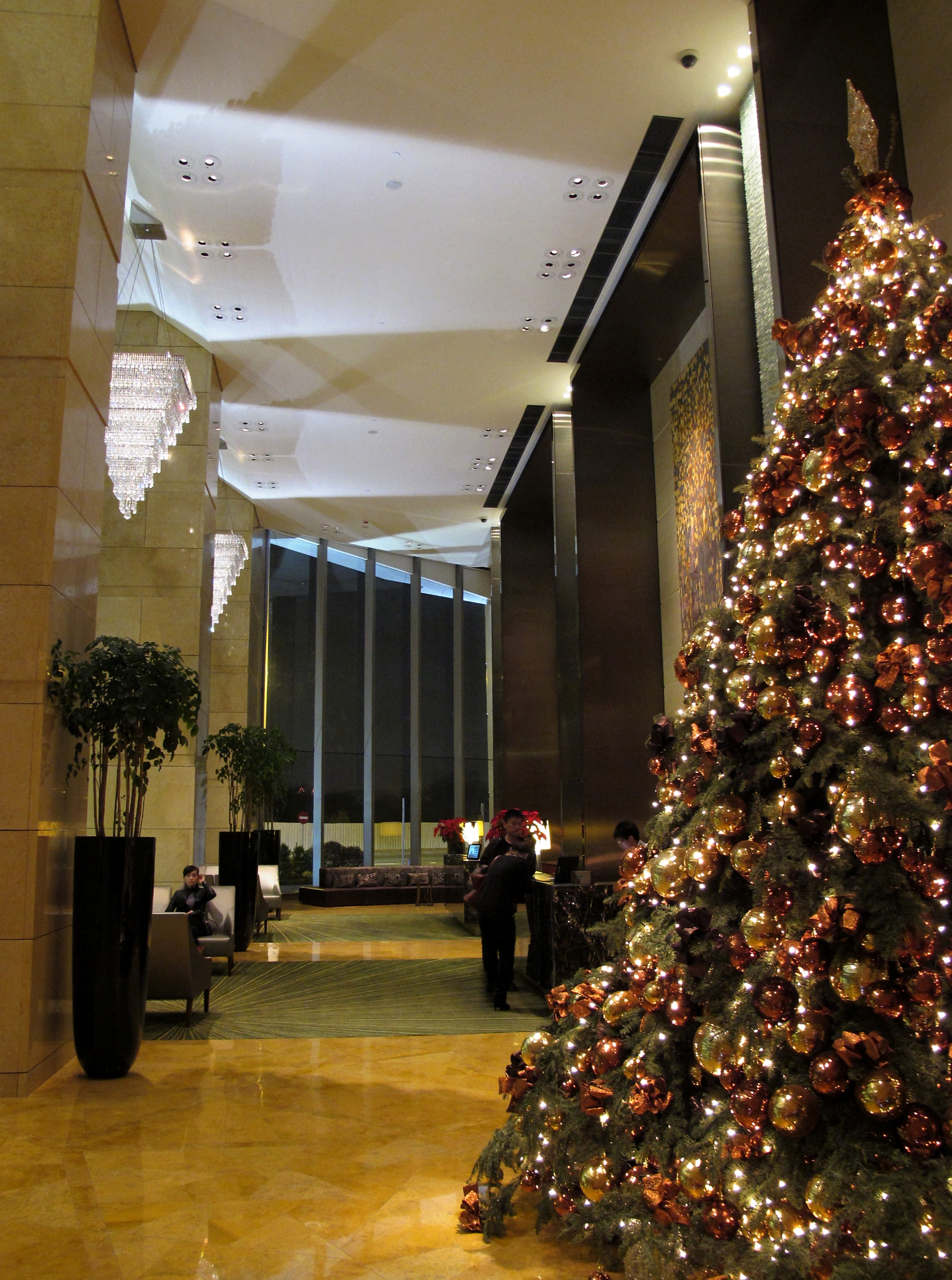
澳門文華東方酒店大堂

由文華東方酒店集團負責營運及管理的澳門文華東方酒店於2010年6月29日揭幕；酒店位於項目的最北端，這是新的澳門文華東方酒店，而舊有的澳門文華東方酒店已更名為金麗華酒店；為澳門提供210個房間的六星級酒店，酒店高層約80伙會作為服務式住宅。

### 會所
壹號湖畔的會所有五層樓高，會所擁有室內外活動設施，包括水上嬉戲區、兒童樂園、休憩區、美食區、宴會廳、健美區以及戶外康樂區；而會所內設有達國際標準的50米無邊際泳池，是澳門的首個住宅設有同級設施。

## 地契條款
壹號湖畔的地契由2006年5月30日起計25年至2031年5月29日，之後可按澳門法律續租，每次為期10年。

## 發展商
壹號湖畔發展商為拾富物業股份有限公司（英語：Properties Sub F, Limited），該公司股權分別由香港置地及信德集團持有。承建商為協興建築。

## 建築師
此項目由KPF建築師事務所與香港王董建築師事務有限公司合作設計。

## 外部連結
- 壹號湖畔